# دافنه کین
دافنه ماریا کین فرناندز (به انگلیسی: Dafne María Keen Fernández) یک هنرپیشه انگلیسی-اسپانیایی است. از فیلم‌ها و مجموعه‌های تلویزیونی که وی در آنها نقش داشته می‌توان به شخصیت لورا کینی در لوگان، و لایرا بلاکوا در نیروی اهریمنی‌اش اشاره کرد.

## فیلم‌شناسی
از فیلم‌ها یا برنامه‌های تلویزیونی که وی در آنها نقش داشته‌است می‌توان به آثار زیر اشاره کرد:
| سال  | نام فیلم         | نقش                  |
| ---- | ---------------- | -------------------- |
| ۲۰۱۷ | لوگان            | لورا کینی            |
| ۲۰۲۰ | آنا              | آنا                  |
| ۲۰۲۰ | جهش‌یافته‌های جدید | فیلم خام بایگانی شده |
| ۲۰۲۴ | ددپول و ولورین   | لورا کینی            |

### مجموعه تلویزیونی
| سال       | عنوان           | نقش                      | یادداشت‌ها |
| --------- | --------------- | ------------------------ | --------- |
| ۲۰۱۴-۲۰۱۵ | پناهجو          | آنا کروز آلیور           | ۷ قسمت    |
| ۲۰۱۹      | نیروی اهریمنی‌اش | لایرا بلاکوا / سیلورتانگ | نقش اصلی  |